# Tetyda (nereida)
Tetyda (także Tetis; gr. Θέτις Thétis, łac. Thetis) – w mitologii greckiej jedna z najbardziej znanych nereid.
Uchodziła za córkę Nereusa i Doris oraz za żonę Peleusa i matkę herosa Achillesa. Wychowywała ją Hera.

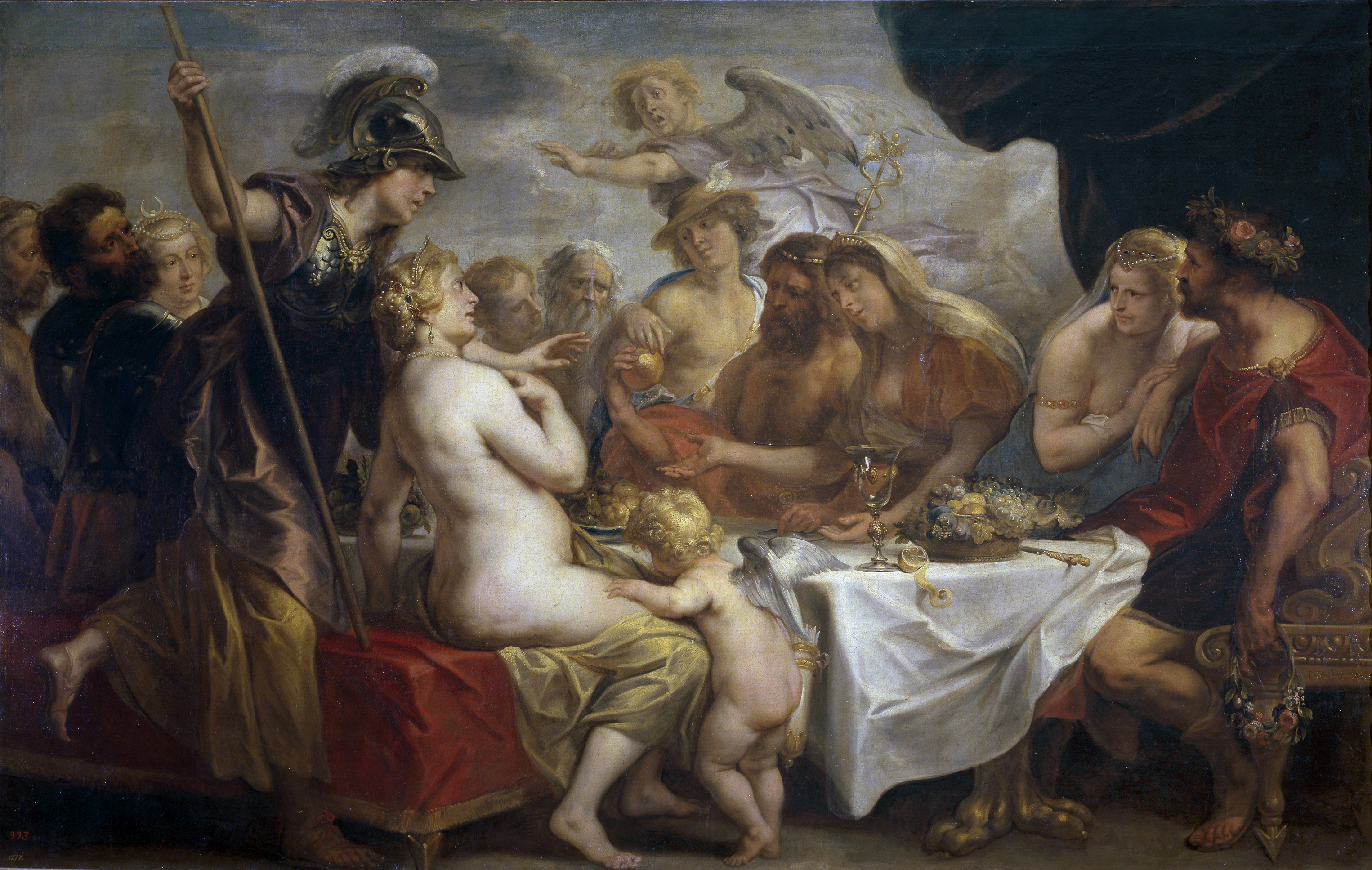
Wesele Peleusa i Tetydy

Przepowiednia głosiła, że Tetyda urodzi syna, który będzie silniejszy od własnego ojca. Ostudziło to zapał do pięknej boginki tak wielkich bogów jak Zeus czy Posejdon. Została wydana za mąż za śmiertelnika Peleusa. Kiedy urodziła Achillesa starała się uczynić swego syna nieśmiertelnym, więc zanurzyła go w Styksie, ale ponieważ trzymała go za piętę, pozostawiła – jedyne – słabe miejsce. Peleus przeciwny był takim działaniom Tetydy, ta więc zerwała ich małżeństwo i opuściła dom z Achillesem.

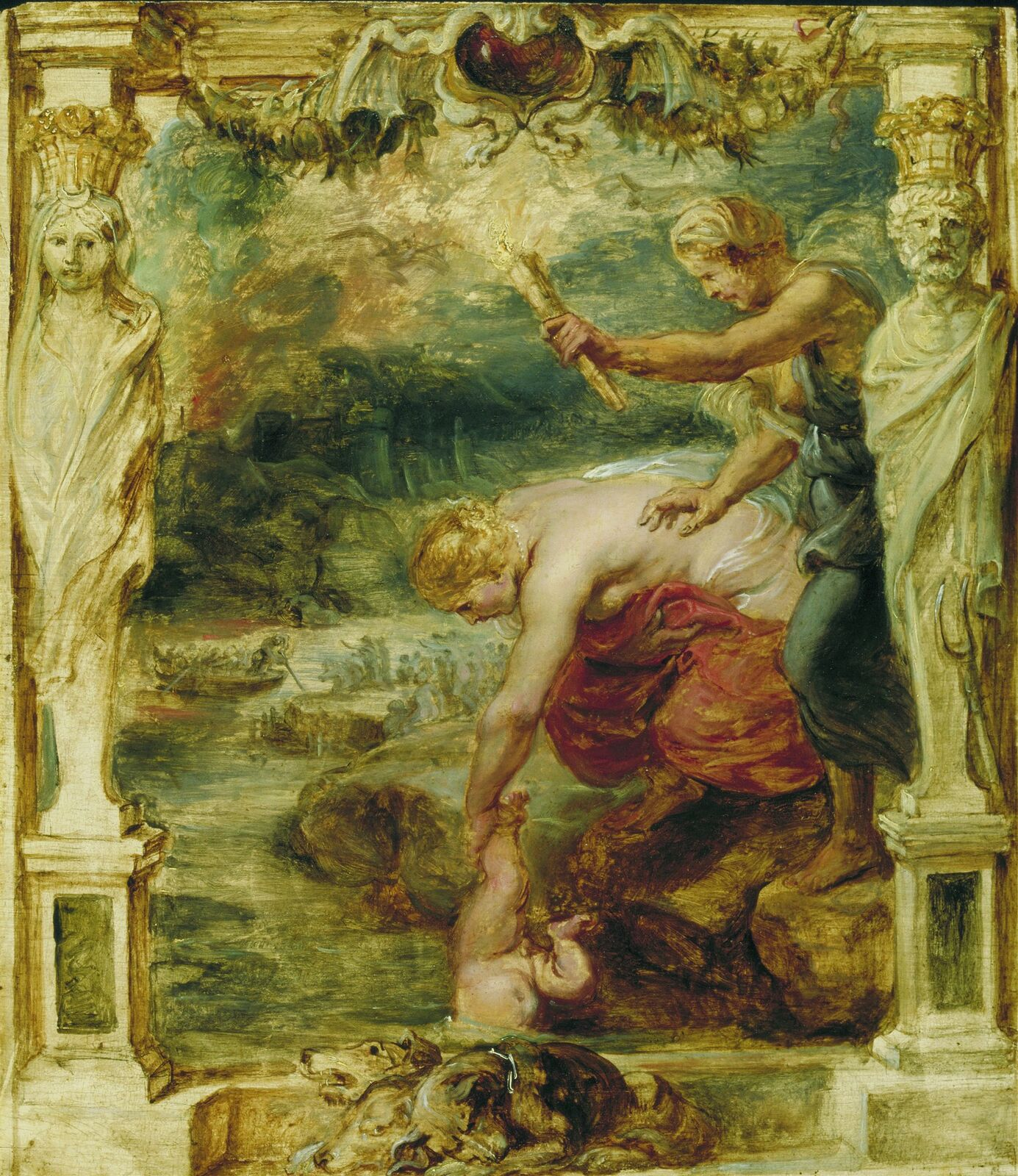
Kąpiel w Styksie